# Neorhaucus
Neorhaucus is een geslacht van hooiwagens uit de familie Cosmetidae.
De wetenschappelijke naam Neorhaucus is voor het eerst geldig gepubliceerd door F.O.Pickard-Cambridge in 1905. 

## Soorten
Neorhaucus is monotypisch en omvat slechts de volgende soort:
- Neorhaucus aurolineatus